# Mosdyr
Mosdyr (Bryozoa) er en række af små vandlevende, fastsiddende, hvirvelløse dyr. De enkelte dyr er normalt under 1 mm store, men lever i kolonier som kan blive mange cm store. Mosdyr er filterædere, og filtrerer fødepartikler fra vandet ved en udskydelig "krone" af tentakler besat med fimrehår. Dyrenes bagkrop danner en skal (kaldet "zooecium") som hele dyret kan trække sig ind i. Kolonier af mosdyr dannes af mange sådanne zooecier siddende i et tæt "net", og kan danne en hvidlig overflade på sten, muslinger, alger og endog krebsdyr.
Mosdyr lever i eller i forbindelse med vand, enten permanent under vandet eller langs med kyster hvor de overskylles jævnligt. Visse arter lever på dybere vand, f.eks. i ocean-gravene. De fleste lever i tropiske vande, men der findes også arter som lever i koldere og endog arktiske vande. De flese lever i saltvand, men der findes også arter der lever i brak- eller ferskvand.